# Памятник к 60-летию Победы (Арылах)
Памятник, посвященный ветеранам Великой Отечественной войны к 60-летию Победы — памятник в селе Арылах, посвящённый участникам Великой Отечественной войны. Является объектом культурного наследия местного (муниципального) значения.

## История памятника
По опубликованным в литературе сведениям, из Тюбяй-Жарханского наслега на войну отправились 134 человек, из которых 74 пали в боях за родину, 60 вернулись в свой родной наслег. В 2005 году в честь 60-летия Победы для увековечивания светлой памяти участников Великой Отечественной войны жителями и администрацией Тюбяй-Жарханского наслега был установлен памятник. Автор Семенова Вера Ксенофонтовна. Исполнитель Кузьмин Иван Константинович. Является объектом культурного наследия местного (муниципального) значения.

## Общее описание
Памятник состоит из:
- Трехтрубный пилон;
- Макет ордена Отечественной войны;
- Металлическая звезда;
- Металлический стенд с памятными досками, на них имена 71 павших солдат и 52 фамилий солдат вернувшихся на Родину;
- «Вечный» огонь в виде звезды, бетонное основание;
- Металлическая ограда[1].